# تخفيف الأثر البيئي للطيران
يؤثر الطيران على البيئة بسبب انبعاث الجسيمات والغازات والضوضاء من محركات الطائرات، ما يسهم في الاحتباس الحراري، والإعتام العالمي. على الرغم من انخفاض الانبعاثات من السيارات واستخدام محركات عنفية مروحية، ومروحية عنفية أكثر كفاءة  في استهلاك الوقود (وبالتالي أقل تلويثًا)، فإن النمو السريع في قطاع السفر الجوي في السنوات الأخيرة يساهم في زيادة إجمالي التلوث بسبب الطيران. في الاتحاد الأوروبي، زادت انبعاثات غازات الدفيئة من الطيران بنسبة 87٪ بين عامي 1990 و2006. 
في الوقت الحاضر، يسهم قطاع الطيران بنسبة 2.5٪ من انبعاثات ثاني أكسيد الكربون العالمية. وبسبب النمو المتوقع في قطاع السفر الجوي، وحسب سيناريو توقع الحصول على فرصة أفضل من 50٪ في إبقاء الاحتباس الحراري أقل من 2 درجة مئوية، فإن الطيران في عام 2050 سوف يشكل 15٪ من انبعاثات ثاني أكسيد الكربون العالمية. في سيناريوهات أخرى، ستتجاوز انبعاثات قطاع الطيران ميزانية الكربون العالمية بالكامل قبل ذلك الوقت، الأمر الذي يضع الحكومات ومشغلي الطائرات أمام مسؤولية الحد من انبعاثات قطاع الطيران.

## طرق تخفيف الأثر البيئي للطيران
يمكن تخفيف الأثر البيئي للطيران عبر مجموعة متنوعة من التدابير والطرق، أبرزها تقليل احتراق الوقود في الطائرة، إذ يمثل ذلك 28٪ من تكاليف شركات الطيران، الأمر الذي يجعله حلًا مجديًا من الناحية الاقتصادية. هناك عدة خيارات أخرى متاحة لتقليل ذلك الأثر المتزايد على البيئة إلى الحد الأدنى على النحو الوارد أدناه: 

### كفاءة الطائرات
كما ذُكر سابقًا، فإن تخفيف الاحتراق المباشر للوقود في الطائرة يعد طريقة مجدية اقتصاديًا لخفض الانبعاثات بسبب الطيران. في الفترة من 1977 حتى 2007، زادت كفاءة استهلاك الوقود في الطائرات التجارية النفاثة بنسبة 70٪، ومن المتوقع أيضًا أن تزداد بنسبة 25٪ بحلول عام 2025 وفقًا لجوفاني بيسينياني.
يعد الجيل القادم من الطائرات، بما في ذلك بوينغ 787 دريم لاينر، وإيرباص ايه 350 أكس دبليو بي، وإيرباص إيه 220 أكثر كفاءة في استهلاك الوقود  من طائرات الجيل الحالي بنسبة 20٪. يرجع ذلك بشكل أساسي إلى استخدام محركات أكثر كفاءة في استهلاك الوقود، وإطارات هواء أخف وزنًا، وهياكل داعمة مصنوعة من المواد المركبة، وأيضًا من خلال استخدام أشكال أكثر ديناميكية في الهواء، وأجنحة، وجعل جسم الطائرة «قطعة واحدة»، بالإضافة إلى استخدام أنظمة حواسيب أكثر تقدمًا لتحسين المسارات وتحميل الطائرة. 

### تحسين المسار
في الوقت الراهن، فإن مسارات الحركة الجوية التي تضطر الطائرات إلى اتباعها تضع منعطفات لا لزوم لها على مسار الطائرة ما يضطرها إلى حرق الوقود وزيادة الانبعاثات. يسمح تحسين نظام إدارة الحركة الجوية بتخصيص طرق مباشرة أكثر وارتفاعات تحليق أمثل للطائرات، ما يسهم في تقليص الانبعاثات بنسبة تصل إلى 18٪.
في الاتحاد الأوروبي، اقتُرحت فكرة السماء الأوروبية الواحدة على مدى السنوات الخمس عشرة الماضية حتى لا تكون هناك قيود متداخلة على المجال الجوي بين بلدان الاتحاد الأوروبي، وبالتالي خفض الانبعاثات. حتى الآن، ما تزال الفكرة مجرد خطة، ولكن تم إحراز تقدم. لو نفذت فكرة السماء الأوروبية الواحدة قبل 15 عامًا، لكان من الممكن خفض 12 مليون طن من ثاني أكسيد الكربون. 

### تحسين إجراءات التشغيل
تنظر شركات الطيران والمطارات في سبل التخفيف من الانبعاثات واحتراق الوقود من خلال استخدام إجراءات تشغيل محسنة. هناك طريقتان شائعتان في التشغيل، هما: درج طائرة أحادي المحرك من وإلى المدرج، واستخدام نهج الهبوط المستمر، وهو ما من شأنه أن يقلل من الانبعاثات بشكل كبير أثناء التشغيل في المطار وحوله. تقوم الخطوط الجوية الإسكندنافية الآن بتشغيل أسطول طائراتها من طراز بوينغ 737 بسرعة طيران أبطأ للمساعدة في تقليل الانبعاثات بنسبة 7-8٪. 

### نظام مقايضة الانبعاثات
في الاتحاد الأوروبي، ضم نظام مقايضة الانبعاثات قطاع الطيران اعتبارًا من عام 2012 فصاعدًا. يضع هذا البرنامج حدًا للانبعاثات التي يمكن أن يصدرها المشغل، ويفرض على المشغل إما خفض الانبعاثات من خلال استخدام تكنولوجيا أكثر كفاءة أو شراء «أرصدة الكربون» من شركات أخرى أنتجت انبعاثات أقل من سقفها. يُعتقد أن هذا سوف يقلل من إجمالي الأثر البيئي للطيران. 

## طرق تخفيف الآثار البيئية الأخرى للطيران غير انبعاثات ثاني أكسيد الكربون
يتسبب قطاع الطيران بعدد من الملوثات الأخرى إلى جانب ثاني أكسيد الكربون، منها: أكاسيد النيتروجين، والجسيمات المعلقة، والهيدروكربونات غير المحترقة، ومسارات التكاثف. فيما يلي عدد من الطرق لتقليل مستوى هذه الملوثات:

### أكاسيد النيتروجين
إن تأثير أكاسيد النيتروجين على الاحتباس الحراري أكبر بكثير من تأثير أكاسيد الكربون، وتنتج بكميات صغيرة من محركات الطائرات. عمل مصممو المحركات منذ بداية عصر الطائرات على تقليل انبعاثات أكاسيد النيتروجين. على سبيل المثال، بين عامي 1997 و2003، انخفضت انبعاثات أكاسيد النيتروجين من محركات الطائرات النفاثة بنسبة تزيد عن 40٪. 

### جسيمات
شكلت الجسيمات والدخان مشكلة في محركات الطائرات النفاثة الأولى عند تشغيلها على إعدادات الطاقة العالية، ولكن المحركات الحديثة مصممة بحيث لا تنتج دخانًا على مدار الرحلة. 

### الهيدروكربونات غير المحترقة
تنتج الهيدروكربونات غير المحترقة من الاحتراق غير المكتمل للوقود، وتنتج بكميات أكبر في المحركات بضغوط منخفضة في الضواغط و/أو درجات حرارة منخفضة نسبيًا في حجرة الاحتراق، وكما هو الحال مع الجسيمات الدقيقة، فقد تم التخلص منها في محركات الطائرات النفاثة الحديثة من خلال تحسين التصميم والتكنولوجيا 

## طرق التخفيف من الانبعاثات الضوضائية للطيران
زاد الاهتمام بمسألة الضوضاء الصادرة من محركات الطائرات، ويتم التعامل معها بعدة طرق:

### المحركات
إن محركات الجيل المقبل ليست أكثر كفاءة في استهلاك الوقود فحسب، بل إنها تميل أيضًا إلى أن تكون أقل إزعاجًا، فمثلًا: إن طائرة إيرباص إيه 220 التي تستخدم محركًا من تصنيع شركة برات آند ويتني من طراز بي دبليو 1000 جي (PW1000G) أقل إزعاجًا من الطائرات الموجودة حاليًا في الخدمة بمقدار 4 أضعاف. 

### تحسين إجراءات التشغيل
لا يقلل نهج الهبوط المستمر من حرق الوقود فحسب، بل يسمح أيضًا لشركات الطيران بتوفير أساليب أفضل وأقل إزعاجًا لجزء الهبوط إلى المدرج. بما أن المحركات على وشك الوصول إلى أدنى مستوى تشغيل، فإنها تصدر ضوضاء قليلة، وبالاقتران مع تقنية المحركات الجديدة، فإن معدلات خفض انبعاث الضوضاء قد تكون كبيرة. 

## تعويض الكربون
يعد تعويض الكربون وسيلة لخفض الانبعاثات إلى الصفر، من خلال تخفيض انبعاثات ثاني أكسيد الكربون أو غازات الدفيئة المصنوعة من أجل تعويض الانبعاثات التي يتم إجراؤها في أماكن أخرى. بدأت عدة شركات طيران في تقديم تعويضات كربون للركاب لتعويض الانبعاثات الناجمة عن نسبتهم من الرحلة، وتمنح الأموال للمشاريع في جميع أنحاء العالم للاستثمار في التكنولوجيا الخضراء، مثل: الطاقة المتجددة، والأبحاث في التكنولوجيا المستقبلية. 
تشمل الخطوط الجوية التي تقدم تعويضات للكربون الخطوط الجوية البريطانية، وإيزي جيت، وخطوط كونتيننتال الجوية، وخطوط دلتا الجوية، ولوفتهانزا، وكانتاس، وغيرها.